# Ava DuVernay
Ava DuVernay (Long Beach (Californië), 24 augustus 1972) is een Amerikaans filmregisseuse, producer, filmdistributeur en filmpromotor.

## Biografie
DuVernay groeide op in Lynwood (Californië) en Compton (Californië) bij haar moeder en stiefvader, samen met haar twee zussen. Haar tante, Denise Sexton, een verpleegkundige en actrice in het lokale theater, introduceerde haar in de filmwereld. DuVernay studeerde af aan de universiteit van Los Angeles  in 1995, waar ze Engels en Afrikaans-Amerikaanse studies volgde. Ze begon als journaliste bij CBS News, maar schakelde later over naar de reclamewereld. Ze werkte ook als junior-publiciteitsagent voor FOX, Savoy Pictures en andere pr-bedrijven alvorens in 1999 haar eigen agentschap op te richten, DuVernay Agency, later omgevormd naar DVA Media + Marketing. De firma werd bekroond en verzorgde marketing en publiciteit voor meer dan 100 films en televisieprojecten.
In 2008 maakte ze haar regiedebuut met de documentaire This Is the Life, waarna ze nog enkele documentaires voor televisie maakte. In 2011 kwam haar eerste langspeelfilm I Will Follow in de bioscoop, gevolgd door Middle of Nowhere in 2012. Beide films behaalden verscheidene filmprijzen en nominaties. In 2014 was ze regisseur en mede-scenarioschrijver van de biografische film Selma, waarmee ze als eerste zwarte vrouwelijke regisseur een Golden Globe-nominatie kreeg.

## Filmografie
- When They See Us (dramaserie, 2019 – regie, producer, scenario)
- A Wrinkle in Time (avonturenfilm, 2018 – regie)
- 13th (documentaire, 2016 – regie, producer, scenario)
- Selma (2014 – regie, scenario)
- Scandal (televisie-aflevering, 2013 – regie)
- Venus VS. (televisiedocumentaire, 2013 – regie, scenario)
- Middle of Nowhere (2012 – regie, scenario)
- I Will Follow (2011 – regie, scenario)
- My Mic Sounds Nice (televisiedocumentaire, 2010 – regie, executive producer)
- Essence Music Festival '10 (televisiedocumentaire, 2010 – regie, scenario)
- Faith Through the Storm (televisiedocumentaire, 2010 – regie, scenario)
- This Is the Life (2008 – regie, producer)
- Compton in C Minor (korte documentaire, 2007 – regie, producer)
- Saturday Night Life (kortfilm, 2006 – regie, scenario)